# Brest, Belarus
Brest (denumirea veche, până în 1921: „Brest-Litovsk”) (în belarusă Брэст, iar în poloneză Brześć Litewski, apoi Brześć nad Bugiem între 1921-1939) este un oraș cu 298.329 locuitori, fiind capitala regiunii Brest din Belarus. Orașul este un centru comercial important fiind trecerea de frontieră cea mai importantă spre Polonia.

## Geografie
Brest este situat în vestul țării, foarte aproape de frontiera poloneză, la confluența râurilor Bug și Muhaveț. Așezat pe principala axă rutieră care leagă Berlinul de Moscova, Brestul este un centru de comunicații important între vest și est, între Uniunea Europeană și Comunitatea Statelor Independente. Orașul era deja un important post de frontieră în timpul Uniunii Sovietice.

## Istorie
- 1596: Unirea de la Brest
- 1939: Parada militară germano-sovietică de la Brest-Litovsk